# Ciclisme als Jocs Olímpics d'estiu 2008 - Madison masculí
La cursa de madison masculina dels Jocs Olímpics de Pequín es va disputar el 19 d'agost de 2008 al velòdrom de Laoshan.
Aquesta prova de ciclisme en pista consisteix en una única cursa de 50 km, que suposen 200 voltes al velòdrom. És una variació de la prova de puntuació en la qual es participa per equips de dos ciclistes, en els quals només un participa en un moment determinat. Es caracteritza per la forma en la qual es donen els "relleus", agafant-se del braç del company i aprofitant per augmentar l'acceleració amb l'impuls. Durant la cursa els ciclistes poden aconseguir punts de dues maneres: la primera consisteix a guanyar una volta al grup, amb la qual cosa es guanyen 20 punts. Aquesta mateixa norma fa que si un ciclista perd volta també perd 20 punts. L'altra manera de puntuar és prendre part en els esprints que es disputen cada 5 km. Els 4 primers classificats reben 5, 3, 2 i 1 punt respectivament.

## Medallistes
| Or                                       | Plata                                   | Bronze                                     |
| Argentina · Juan Curuchet · Walter Pérez | Espanya · Joan Llaneras · Antoni Tauler | Rússia · Mikhaïl Ignàtiev · Aleksei Màrkov |

## Resultats
| Pos.   | País          | Ciclista 1         | Ciclista 2           | Punts | Voltes |
| ------ | ------------- | ------------------ | -------------------- | ----- | ------ |
| Or     | Argentina     | Juan Curuchet      | Walter Pérez         | 8     |        |
| Argent | Espanya       | Joan Llaneras      | Antoni Tauler        | 7     |        |
| Bronze | Rússia        | Mikhaïl Ignàtiev   | Aleksei Màrkov       | 6     |        |
| 4      | Bèlgica       | Iljo Keisse        | Kenny de Ketele      | 17    | -1     |
| 5      | Alemanya      | Roger Kluge        | Olaf Pollack         | 15    | -1     |
| 6      | Dinamarca     | Michael Mørkøv     | Alex Nicki Rasmussen | 14    | -1     |
| 7      | França        | Matthieu Ladagnous | Jerome Neuville      | 12    | -1     |
| 8      | Països Baixos | Jens Mouris        | Peter Schep          | 6     | -1     |
| 9      | Regne Unit    | Mark Cavendish     | Bradley Wiggins      | 6     | -1     |
| 10     | Nova Zelanda  | Greg Henderson     | Hayden Roulston      | 5     | -1     |
| 11     | Suïssa        | Franco Marvulli    | Bruno Risi           | 3     | -1     |
| 12     | Canadà        | Zachary Bell       | Martin Gilbert       | 5     | -3     |
| 13     | Txèquia       | Milan Kadlec       | Alois Kankovsky      | 3     | -3     |
| 14     | Itàlia        | Angelo Ciccone     | Fabio Masotti        | 0     | -3     |
| 15     | Ucraïna       | Lyubomyr Polatayko | Volodímir Ribin      | 0     | -3     |
| 16     | Estats Units  | Michael Friedman   | Bobby Lea            | 3     | -4     |